# Daʿwa
La daʿwa (en árabe: دعوة‎, lit. 'invitación'), a veces también romanizado como dawah, es el proselitismo en el islam, es decir, la predicación del mensaje de Alá para ganar adeptos entre los no musulmanes. Esta técnica consiste en enviar misioneros (da'i; pl. du'āt) a la población. Estos misioneros llaman pacíficamente a las personas a la religión musulmana a través de un testimonio de fe llamado shahada: أَشْهَدُ أَنْ لَا إِلَٰهَ إِلَّا ٱللَّٰهُ وَأَشْهَدُ أَنَّ مُحَمَّدًا رَسُولُ ٱللَّٰهِ, que significa «atestiguo que no hay más dios que Alá, y que Mahoma es su mensajero».

## Significados
Dawah significa literalmente "la emisión de una citación" o "hacer una invitación"; es el participio activo del verbo con diversos significados "para convocar, invitar" (cuya raíz triconsonántica es د ع ى).
La raíz tiene varios registros de significado en el Corán: llamada, invitación, invocación de Dios u oración. La palabra resultante dawwa designa la invitación a los hombres por parte de Dios y los profetas para creer en la verdadera religión (Sura 14, versículo 44). La misión del profeta Mahoma fue renovar este llamamiento, que se convierte en "el llamamiento al Islam" o "el llamamiento del Mensajero [de Dios]. Anteriormente, se admitió que la religión de todos los profetas es el islam, cada profeta tiene su propio llamamiento (incluso los falsos profetas usaron la palabra da'wa para designar su predicación).
Las implicaciones legales entran en juego para definir el tipo de castigo que se infligirá a los infieles de acuerdo con el grado de conocimiento de este llamamiento. Los musulmanes, por otro lado, están obligados a invitar a todos aquellos a quienes el da'wa no ha alcanzado previamente a abrazar el islam: esta exhortación debe preceder formalmente a todo combate. Contiene, constitutivamente, una aceptación de unirse al Islam, en un sentido de "invitación a una vida bendecida".
El significado de la palabra se extiende lógicamente al mismo contenido: ley religiosa. Por lo tanto, algunos textos usan las palabras da`wa Sunna ("tradición"), sharia ("ley religiosa") y dîn ("religión") de manera intercambiable y en equivalencia. El término también se aplica a la comunidad de hombres que respondieron al llamamiento de Mahoma. Se habla entonces de "consenso de la llamada" (ijtimâ 'al-da'wa) Finalmente, podemos darle un sentido tanto político como religioso como lo hace Ibn Jaldún, para quien da'wa es una de las herramientas que sirven para fundar un nuevo imperio.

## Historia
En la historia, el da'wa se ha entendido como la invitación a unirse al partido de una persona, grupo o familia que reclama el derecho a la autoridad civil y espiritual para imponer una doctrina. político-religioso cuyo objetivo es la fundación de un estado teocrático ideal, basado en el monoteísmo islámico. Cualquier acción, cualquier organización que tenga como objetivo multiplicar a los adherentes a este principio también se llama da`wa, como todo el poder dado a estos adherentes y la propaganda que lo acompaña con fines de adoctrinamiento y misión. .
Este tipo de organización fue utilizada por los jariyitas para establecerse en el Magreb (siglo VII). Fueron los ismaelitas en el siglo X quienes sistematizaron esta práctica hasta el establecimiento de la dinastía fatimí.
El análisis de Ibn Jaldún se verifica en el caso del movimiento abasí, que se presentó como propaganda a favor de un miembro de la familia del Profeta calificado como "autorizado por la familia de Mahoma". Con el desarrollo de esta idea como práctica fundamental, las diversas sectas o dinastías la usaron en sus movimientos de propaganda. Entre los fatimíes, establecidos en el norte de África, la da'wa adquirió una connotación particular debido a su fidelidad al dogma chiita de la permanencia de la Revelación a través del Imam. Su da'wa complementaba la del Profeta; además debía ser renovada el Mahdi (el salvador escatológico). Este impulso no solo se perpetuó después del establecimiento de la dinastía, sino que se organizó y aumentó después de que se instalara en El Cairo, con el envío de simpatizantes para ganar nuevas regiones y misioneros dependientes de un jefe supremo que reside en la nueva capital y cuya función también se llamó da`wa. Se trataba de convencer a la comunidad de que solo el Imam, asistido e inspirado por Dios, depositario de los secretos transmitidos a 'Alî por el Profeta, podía dirigir a la humanidad de la manera correcta, por un lado, y que solo la dinastía fatimí, por otro lado, descendiente de Isma'il ibn Jafar, era legítima, íntegra y honesta cuando cumplía con los sagrados deberes de la religión.
La difusión dogmática condujo a la enseñanza de una doctrina esotérica que era a la vez religiosa, política, jurídica y filosófica, utilizando la interpretación alegórica del Corán y las leyes religiosas. Los procedimientos fueron finamente educativos porque, dependiendo de la religión de los que se convertirían, se utilizaron diferentes medios. Sin embargo, el califa Al-Hakim, en 395/1005, quería obligar a la gente a "entrar en el da`wa", es decir, a escuchar las conferencias del gran Cadií. A la muerte del califa Al-Mustansir, en 487/1094, el ismailismo se dividió en dos formas, calificó una de "vieja da`wa" y la otra de "nueva da`wa", esta última distinguiéndose a veces por su acción violenta (los "Asesinos", así mencionados por los cronistas).
En los tiempos modernos, el proselitismo islámico usa el término da`wa para restaurar su significado original de llamar al islam sobre todo. Así, Rachid Rida fundó en 1911, cerca de El Cairo, la Casa de Llamada y Dirección (Dâr al-da’wa wa-l-irshâd). Hoy en París, la mezquita de al-Da ’wa, en el distrito XIX, se ha distinguido por su militancia. Proporciona a la ciudad conferencias, seminarios, reuniones y los llamados eventos "culturales" altamente apreciados por el público, en particular por profesionales de las relaciones interreligiosas.

## Efectos de la Da'wah
En la teología islámica, el fin de la Da'wah es invitar a las personas, tanto musulmanes como no musulmanes, para entender la adoración de Dios, tal como se expresa en el Corán y la Sunna del Profeta Mahoma, así como informar a ellos acerca de Mahoma. Da'wah se orienta a la conversión al islam, que a su vez acrecienta la fuerza de la comunidad musulmana.

## Movimientos
- Los Hermanos Musulmanes se han centrado en una metodología para construir comunidades de base y financiar proyectos de asistencia social, lo que le ha ayudado a sobrevivir décadas de represión bajo diversas dictaduras en muchos países del Medio Oriente, con el grupo y sus muchos grupos aún disfrutando del apoyo y el poder popular.[1][2]

- Jamaat-e-Islami se ha centrado en presentar el islam como una forma de vida completa y en la metodología de construir instituciones de base y financiar proyectos de bienestar.

- Tablighi Jamaat trabaja para tratar de devolver a los musulmanes a las prácticas fundamentales del Islam, como la adoración; Lo hacen alentando a los miembros a hablar y enseñarles las virtudes de las buenas acciones. El movimiento tiene un seguimiento de entre 100 y 150 millones de personas.[3]

- Ahmed Deedat fue un notable polemista que fue una figura revolucionaria entre los musulmanes por su esfuerzo en el debate de las polémicas cristianas. Muchos debatidores musulmanes, desde debates populares hasta activistas de base de Dawah, usan sus libros y videos como material de referencia.[4]

- Zakir Naik fue alumno de Ahmed Deedat y siguió los pasos de su maestro al debatir polémicas cristianas y al celebrar sesiones de preguntas y respuestas con cristianos. Zakir Naik es particularmente notable por llevar el esfuerzo de debatir las polémicas cristianas a la corriente principal musulmana con su popular canal Peace TV.[5]
- Hizb ut-Tahrir es un movimiento internacional panislamistaque se centra en educar a las masas musulmanas sobre el Califato y en establecerlo.[6]

- iERA es un instituto de investigación con sede en Londres que busca debatir sobre intelectuales musulmanes y no musulmanes, ayudar a nuevos musulmanes, capacitar oradores y producir trabajos de investigación académica sobre temas de dawah.[7]

- Hikmah Times en Singapur tiene un impacto significativo del movimiento islámico Dawah (Invitación). Hay muchas organizaciones locales / internacionales (por ejemplo, Hikmah Times).

- La misión Baba Deen Mohammad Shaikh ha convertido a más de 110,000 hindúes al islam en Pakistán.

- Al-Naysaburi: el Código de Conducta describe los valores en los que las tarimas deberían difundir la palabra del Islam entre musulmanes y no musulmanes.[8]

- Idris nos presenta un relato indígena de las tradiciones de los da'wa en Yaman. Su relato de la disputa de sucesión Nizari-Musta'li refleja la visión oficial de los Tayyibis, la única comunidad sobreviviente de Musta'li Ismaili que, después de la muerte de al-Amir, reconoció a los posteriores califas fatimíes como sus imanes, pero no duró mucho sobrevivir al colapso de los fatimíes a manos del estado ayyubí en 1171 ".[9]

- Discover Islam Center[10] establecido en Ciudad del Cabo, Sudáfrica, 2005 por el Dr. Abdullah Hakim Quick de Canadá. Transmitiendo el mensaje del Islam a personas de todos los ámbitos de la vida. Construyendo puentes en las comunidades a través del conocimiento, rompiendo conceptos erróneos sobre el islam. clases para no musulmanes y nuevos musulmanes para aprender más sobre los fundamentos del Islam